# Акылбеков, Сабырбек Мамбетсадыкович
Сабырбек Мамбетсадыкович Акылбеков (15 марта 1914, с. Кум-Арык (ныне Жайылский район, Чуйской области Кыргызстана) — 15 апреля 1968, г. Фрунзе (ныне Бишкек) — киргизский советский художник, заслуженный деятель искусств Киргизской ССР (1958). Член Союза художников СССР (с 1934). Один из первых советских живописцев-киргизов.
Вошёл в историю киргизского изобразительного искусства как мастер лирического пейзажа. Творческой, педагогической и общественной деятельностью внёс большой вклад в становление киргизского изобразительного искусства.

## Биография
В 1932 году окончил Джалал-Абадский педагогический техникум. В 1934—1935 гг. учительствовал в школах города Фрунзе.
В 1936—1939 гг. обучался в Московском изотехникуме памяти 1905 года. Ученик Н. П. Крымова и П. И. Петровичева.

## Творчество
С. Акылбеков — художник цельный и рано сформировавшийся, один из ярких представителей первого поколения художников Кыргызстана. Автор лирических, эмоциональных пейзажей.
Участник республиканских, всесоюзных и международных выставок. Его произведения находятся в Кыргызском национальном музее изобразительных искусств им. Г. Айтиева, а также в Государственной Третьяковской галерее и в музеях СНГ.

## Избранные картины
- В красной чайхане. 1936
- Колхозная отара. 1939
- Портрет ученика Токтогула Кулуке. 1940
- Ненастье. 1940
- Колхозный сторож. 1942
- Портрет Моминовой Салиякан. 1946
- Окраина колхоза им. Шопокова. 1950
- Вечером в табуне. 1952
- На полях Киргизии. 1954
- Вечер. 1955.
- Стан животноводов. 1955
- На отгонном пастбище. 1959
- Полдень. 1959
- В долине Чу. 1960
- На 97 километре. 1960
- Уголок города. 1964
- Завод домостроения. 1964
- На юге Киргизии. 1964
- Заводская трасса. 1966.